# Sättpotatis

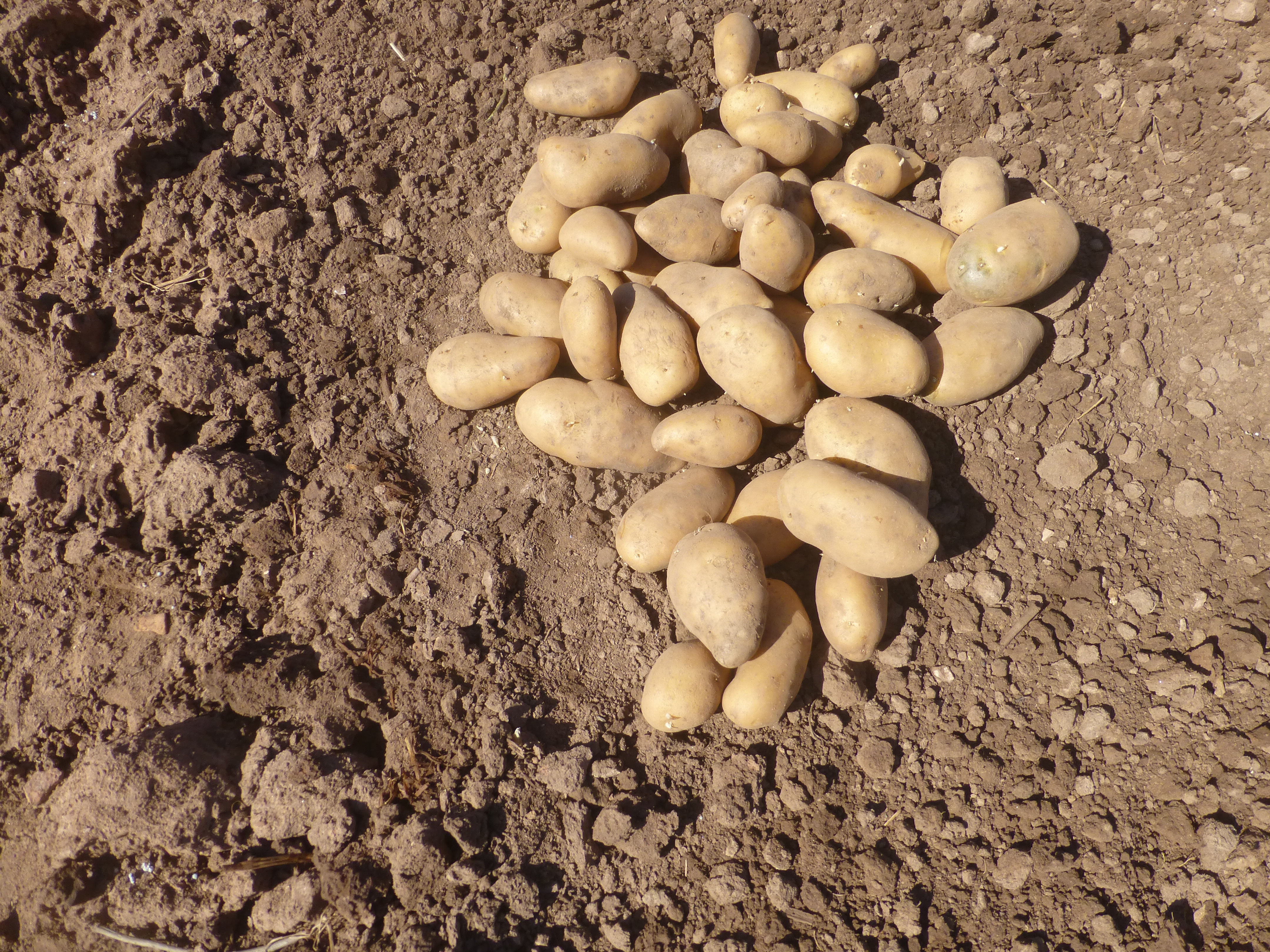
Sättpotatis i Thüringen, Tyskland.

Sättpotatis är den potatis som sätts i marken för att ge årets skörd. För snabbast skörd bör sättpotatisen ha blivit utsatta för ljus för att groddar ska utvecklas före sättningen. Utan ljus blir groddarna långa, gängliga och bryts lätt av, med ljus blir de korta, kraftiga och mindre känsliga att brytas av.
I syfte att minimera risken för skadedjur rekommenderas att sättpotatisen inte tas ur fjolårsskörden från samma åker dit sättpotatisen skall användas. Stora sättpotatisar kan delas före sättningen och extremt små sättpotatisar kan sättas flera på samma växtplats. Antalet groddar per potatis bidrar starkt till utfallet av skörden, men mängden påverkas av flera faktorer (nederbörd, kupning, tillgång till näring och jordartens beskaffenhet). Vid kommersiell odling för försäljning eftersträvas ett minimum av åttafaldigt utfall i kilogram räknat, men hobbyodlaren kan sällan komma upp i så stora skördar.